# ФК Коулрейн
ФК „Коулрейн“ (на английски: Coleraine F.C.) е северноирландски футболен отбор от едноименния град Коулрейн.

## Постижения
Национални
- ИФА Премиършип
  -  Шампион (1): 1973 – 1974
  -  Вицешампион (12): 1963 – 1964, 1964 – 1965, 1969 – 1970, 1974 – 1975, 1984 – 1985, 1985 – 1986, 1986 – 1987, 1996 – 1997, 1999 – 2000, 2017 – 2018, 2019 – 2020, 2020 - 2021
  -  Бронзов медалист (10): 1929 – 1930, 1951 – 1952, 1967 – 1968, 1975 – 1976, 1981 – 1982, 1982 – 1983, 1987 – 1988, 1988 – 1989, 2002 – 2003, 2016 – 2017
- Първа дивизия
  -  Шампион (1): 1995 – 1996
- Купа на Северна Ирландия
  -  Носител (6): 1964 – 65, 1971 – 72, 1974 – 75, 1976 – 77, 2002 – 03, 2017 – 18
  -  Финалист (4): 1985 – 1986, 2003 – 2004, 2007 – 2008, 2016 – 2017
- Купа на лигата
  -  Носител (1): 2019/20
  -  Финалист (6): 1992 – 1993, 1993 – 1994, 1999 – 2000, 2009 – 2010, 2011 – 2012, 2022 - 2023
- Златна купа на Северна Ирландия
  -  Носител (4): 1931 – 1932, 1958 – 1959, 1969 – 1970, 1975 – 1976
  -  Финалист (2): 1997 – 1998, 2000 – 2001
- Трофей на четирите
  -  Носител (1): 1968 – 1969
  -  Финалист (2): 1966 – 1967, 1967 – 1968
- Купа на Ирландските новини
  -  Носител (1): 1995 – 1996

Регионални
- Купа на асоциацията
  -  Носител (5): 1964/65, 1971/72, 1974/75, 1976/77, 2002/03
- Купа на Ълстър
  -  Носител (8): 1965 – 66, 1968 – 69, 1969 – 70, 1972 – 73, 1975 – 76, 1985 – 86, 1986 – 87, 1996 – 97
- Градска купа
  -  Носител (2): 1953 – 54, 1968 – 69
- Купа на североизточните дивизии
  -  Носител (19): 1952 – 1953, 1954 – 1955, 1955 – 1956, 1957 – 1958, 1958 – 1959, 1960 – 1961, 1964 – 1965, 1967 – 1968, 1980 – 1981, 1981 – 1982, 1982 – 1983, 1987 – 1988, 1988 – 1989, 1991 – 1992, 1994 – 1995, 2001 – 2002, 2004 – 2005, 2007 – 2008, 2009 – 2010

Международни
- Blaxnit Cup
  -  Носител (2): 1968 – 1969, 1969 – 1970
  -  Финалист (1): 1971 – 1972